# Насос вугільний
Насос вугільний або вуглесос (рос. насос угольный (углесос), англ. coal pump, англ. Kohlepumpe f) – горизонтальний відцентровий одноступінчастий насос консольного типу з осьовим підводом рідини зносостійкого виконання з розширеними каналами проточної частини спірального корпуса та робочого колеса. 
Вугільні насоси призначені для перекачування водовугільної хімічно нейтральної суміші (рН = 6 – 8) з розміром вугільних частинок до 90 мм для НУ 900/90 та НУ 900/180 і до 70 мм для НУ 450/130 із співвідношенням твердої та рідкої фаз за масою не більше Т:Р = 1:3 та вмістом породи у твердій фазі до 40 % для НУ 900/90 та НУ 900/180 і до 70 % для НУ 450/130 в інтервалі температур гідросуміші 1 – 50 °С. Знаходить застосування у технологічних та промислових гідротранспортних системах гідрошахт, вуглезбагачувальних фабрик та розрізів, у т. ч. для гідротранспорту відходів збагачення та закладних матеріалів. Крім наведених вище одноколісних машин, у гірничій промисловості застосовують двохколісний вугільний насос 14 УВ-6 з горизонтальним розніманням корпуса, подачею 900 м3/год при напорі 320 м вод. ст. 